# Rudolf Kauschka

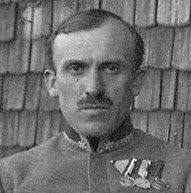
Rudolf Kauschka

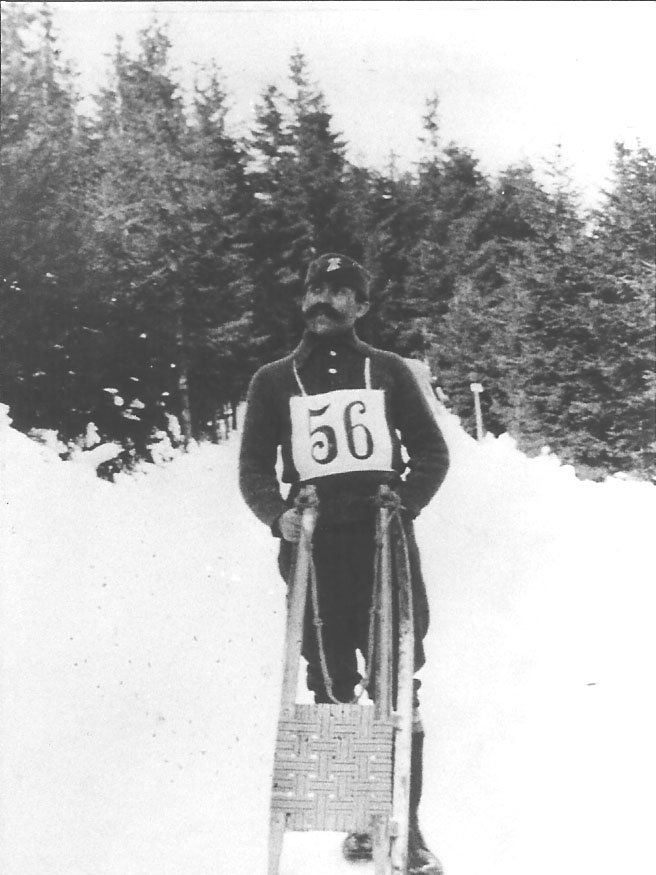
Kauschka, 1914

Rudolf Friedrich Kauschka (geboren 2. Oktober 1883 in Fugau, Österreich-Ungarn; gestorben 2. April 1960 in Kempten, Bundesrepublik Deutschland) war ein deutschböhmischer Bergsteiger und Rennrodler.

## Leben
Rudolf Kauschka zog mit seiner Familie um 1895 aus dem heimischen Fugau (Fukov) nach Weißbach an der Tafelfichte (Bílý Potok pod Smrkem). 1904 beendete er sein Studium und wurde wie sein Vater Zollbeamter.
Kauschka ging als erster Rodeleuropameister in die Geschichte des Rodelsportes ein. 1914 gewann der für Böhmen (damals Teil von Österreich-Ungarn) startende Kauschka auf seiner Hausbahn im heimischen Reichenberg (Liberec) den Titel vor Jakob Platzer aus Sterzing/Vipiteno (damals auch Österreich-Ungarn/heute Italien/Südtirol) und seinem ebenfalls österreich-ungarischen Landsmann Richard Simm aus Dessendorf/Desná(Böhmen/Tschechien). Bei der Konkurrenz der Doppelsitzer gewann er mit Hans Gfäller hinter dem Duo Erwin Pösselt/Karl Löbelt die Bronzemedaille. Auch bei der zweiten Auflage der Europameisterschaft, die erst 1928 in Schreiberhau stattfand, war Kauschka erfolgreich und errang hinter Fritz Preissler die Silbermedaille. Ein Jahr später gewann er zusammen mit eben jenem Fritz Preissler die Silbermedaille im Doppelsitzer. Der Deutschböhme trat auch bei den Deutschen Meisterschaften an und gewann diese 1922.
Neben seiner Rennrodelkarriere war Rudolf Kauschka ein bekannter Bergsteiger in Nordböhmen. Eine Vielzahl der bedeutendsten Klettergipfel seiner Heimat wurden von ihm ab 1904 erstbestiegen. Ab 1906 war er Mitglied der Sektion Reichenberg des Deutschen und Österreichischen Alpenvereins (DuOeAV). Während des Ersten Weltkrieges diente Kauschka als Leutnant der 1. Bergführerkompanie an der Ortlerfront. Ab 1920 besuchte er jährlich mit Freunden das Gebiet Lasörling in Osttirol, wo sie sich für die Errichtung der Neuen Reichenberger Hütte einsetzten, die 1926 eröffnet wurde. Nach dem Zweiten Weltkrieg musste er wie die meisten Sudetendeutschen seine Heimat verlassen, 1946 (oder 1947) kam er nach Kempten (Allgäu), wo er 1960 starb.
Kauschka zu Ehren wurde im Juli 1961 von Siegfried Weiß und Wolfgang Ginzel aus Gablonz eine Gedenktafel an der Friedlander Zinne im Isergebirge angebracht. Zudem gibt es den nach ihm benannten Kauschka-Turm. In der Venedigergruppe wurde im Jahre 1959 das Kauschkahorn (2903 m) nach ihm benannt, der Weg zur nahen Neuen Reichenberger Hütte trägt ebenfalls seinen Namen.

## Werke
- Wandern und Klettern. Ein Heimatbuch für Bergfreunde. Mit einem Titelbild und 31 Bildern nach Aufnahmen des Verfassers. Buchschmuck von Karl Johne. Paul Sollor’s Nachf., Reichenberg (Böhmen) [1924].
- Leben als Gedicht. Eine Auswahl. Eigenverlag, Kempten/Allgäu (Herstellung: Bergverlag Rudolf Rother München) 1958.